# ロイヤル劇場
ロイヤル劇場（ろいやるげきじょう）は、岐阜県岐阜市の柳ヶ瀬にある映画館。昭和名作シネマのみを600円均一料金で上映する名画座である。

## 歴史・概要
1977年（昭和52年）、岐阜土地興業が地上4階建ての商業施設ビル「ロイヤルビル」を建設。その最上階に同年12月17日、洋画ロードショー館としてロイヤル劇場が開館した。こけら落としは『007/私を愛したスパイ』。
元々は大正最後の年となった1926年（大正15年）に設立された「演技座」が最初で、1948年（昭和23年）5月に青雲館と改称。1955年（昭和30年）11月23日に岐阜東映劇場としてリニューアルし、700席（後に477席に減少）を有する映画館となった。その後ロイヤルビルの建設に伴い、柳ヶ瀬通1丁目の豊富館が「岐阜豊富東映」として1976年（昭和51年）6月19日にリニューアル再開業したが、2002年（平成14年）9月13日に閉館している。
開業当初から洋画を中心としたロードショー館として、同じ岐阜土地興業の「衆楽館」（2006年閉館）「CINEX」（1995年、岐阜東宝・岐阜松竹から改築、再開業）と共に数々のヒット作を上映してきたが、市内及び近郊に相次いで開業したシネマコンプレックスとの競争が激化した結果、2009年（平成21年）秋より「昭和名作シネマ上映会」と銘打ったイベントを開始。以降このイベントを継続して開催しており、岐阜市内の一般向け映画館としては現時点で唯一、DLPによる上映方式を導入していない。
「昭和名作シネマ上映会」は、基本的には回毎にテーマを決めての、1本立もしくは2本立による上映を行っている。
ビル1階の入口には昔懐かしい手書き看板がずらっと掲げられている。4階の映画館に行くには、エレベーターは4階まで通じているが、エスカレーターは3階までしかなくその先は反対側の階段となる。
2013年（平成25年）7月、石原裕次郎や三船敏郎などが出演する『黒部の太陽』を上映した際に最多観客数を記録し、経営母体を同じくするCINEXに会場を移して上映を継続した。